# Tênis na Universíada de Verão de 2007
O tênis na Universíada de Verão de 2007 foi disputado no Centro Nacional de Desenvolvimento de Tênis (The National Tennis Development Center) em Banguecoque, Tailândia entre 9 e 16 de agosto de 2007.

## Medalhistas
Esses foram os resultados:

### Masculino
| Evento  | Ouro                                                | Prata                                            | Bronze                                            |
| ------- | --------------------------------------------------- | ------------------------------------------------ | ------------------------------------------------- |
| Simples | THA Danai Udomchoke                                 | KOR An Jae-sung                                  | FRA Charles-Antoine Brezac                        |
| Simples | THA Danai Udomchoke                                 | KOR An Jae-sung                                  | TPE Chen Ti                                       |
| Dupla   | THA Tailândia Sanchai Ratiwatana Sonchat Ratiwatana | RUS Rússia Pavel Chekhov Aleksandr Krasnorutskiy | INA Indonésia Prima Simpatiaji Sunu Wahyu Trijati |
| Dupla   | THA Tailândia Sanchai Ratiwatana Sonchat Ratiwatana | RUS Rússia Pavel Chekhov Aleksandr Krasnorutskiy | KOR Coreia do Sul An Jae-sung Kim Sun-yong        |

### Feminino
| Evento  | Ouro                                            | Prata                                      | Bronze                                       |
| ------- | ----------------------------------------------- | ------------------------------------------ | -------------------------------------------- |
| Simples | RUS Alisa Kleybanova                            | EST Margit Ruutel                          | TPE Chan Chin-wei                            |
| Simples | RUS Alisa Kleybanova                            | EST Margit Ruutel                          | INA Sandy Gumulya                            |
| Dupla   | TPE Taipé Chinês Chan Chin-wei Chuang Chia-jung | KAZ Cazaquistão Amina Rakhim Madina Rakhim | CRO Croácia Ivana Abramović Marija Abramović |
| Dupla   | TPE Taipé Chinês Chan Chin-wei Chuang Chia-jung | KAZ Cazaquistão Amina Rakhim Madina Rakhim | KOR Coreia do Sul Lee Jin-a Yoo Mi           |

### Misto
| Evento | Ouro                                  | Prata                                               | Bronze                                    |
| ------ | ------------------------------------- | --------------------------------------------------- | ----------------------------------------- |
| Dupla  | CZE Chéquia Eva Hrdinová Pavel Šnobel | RUS Rússia Alisa Kleybanova Aleksandr Krasnorutskiy | CRO Croácia Ivana Abramović Ivan Cerović  |
| Dupla  | CZE Chéquia Eva Hrdinová Pavel Šnobel | RUS Rússia Alisa Kleybanova Aleksandr Krasnorutskiy | TPE Taipé Chinês Chuang Chia-jung Chen Ti |

## Quadro de medalhas
| Ordem | País              | Medalha de ouro | Medalha de prata | Medalha de bronze |    |
| ----- | ----------------- | --------------- | ---------------- | ----------------- | -- |
| 1     | THA Tailândia     | 2               |                  |                   | 2  |
| 2     | RUS Rússia        | 1               | 2                |                   | 3  |
| 3     | TPE Taipé Chinês  | 1               |                  | 3                 | 4  |
| 4     | CZE Chéquia       | 1               |                  |                   | 1  |
| 5     | KOR Coreia do Sul |                 | 1                | 2                 | 3  |
| 6     | EST Estônia       |                 | 1                |                   | 1  |
|       | KAZ Cazaquistão   |                 | 1                |                   | 1  |
| 8     | CRO Croácia       |                 |                  | 2                 | 2  |
|       | INA Indonésia     |                 |                  | 2                 | 2  |
| 10    | FRA França        |                 |                  | 1                 | 1  |
| TOTAL | TOTAL             | 5               | 5                | 10                | 20 |